# ميدل أوف أونر: فرونت لاين
ميدل أوف أونر: فرونت لاين (بالإنجليزية: Medal of Honor: Frontline)، هي لعبة فيديو أمريكية، ومن تطوير دينجر كلوز جيمز، ونشرها إلكترونيك آرتس، صدرت اللعبة في الأسواق سنة 2002، وتعمل على منصات جيم كيوب، إكس بوكس وبلاي ستيشن 2.